# Sindbad Żeglarz (film 1947)
Sindbad Żeglarz (ang. Sinbad the Sailor) – amerykański film przygodowy z 1947 roku.
Film nawiązuje do postaci Sindbada Żeglarza z arabskiej Księgi tysiąca i jednej nocy, jednak tematem filmu są dzieje jego ósmej podróży, podczas gdy arabska księga wspomina tylko o siedmiu. Oprócz tego Sindbad w filmie jest nazwany Persem, podczas gdy w Księdze był Arabem.

## Treść
Akcja filmu rozpoczyna się w portowej tawernie. Sindbad Żeglarz, słynny podróżnik i gawędziarz, opowiada swoim towarzyszom historię swoich siedmiu podróży. Jednak jego kompani wydają się znużeni jego opowieściami, których słuchali wielokrotnie. Wówczas Sindbad oświadcza, że dziś opowie o swojej ósmej podróży, o której do tej pory nie opowiadał...

## Obsada
- Douglas Fairbanks Jr. (Sinbad),
- George Tobias (Abbu),
- Maureen O’Hara (Shireen),
- Walter Slezak (Melik),
- Anthony Quinn (Emir),
- Jane Greer (Pirouze),
- Mike Mazurki (Yusuf),
- Sheldon Leonard (Auctioneer),
- Alan Napier (Aga),
- John Miljan (Moga),
- Brad Dexter (Muallin)